# Mijaíl Nikoláyev
Mijaíl Nikoláyev –en ucraniano, Михаил Николаев– (18 de mayo de 1983) es un deportista ucraniano que compitió en lucha grecorromana. Ganó una medalla de plata en el Campeonato Europeo de Lucha de 2006, en la categoría de 96 kg.

## Palmarés internacional
| Campeonato Europeo | Campeonato Europeo | Campeonato Europeo | Campeonato Europeo |
| Año                | Lugar              | Medalla            | Categoría          |
| ------------------ | ------------------ | ------------------ | ------------------ |
| 2006               | Moscú (Rusia)      | Medalla de plata   | 96 kg              |